# Cục Công nghệ thông tin, Bộ Công an (Việt Nam)
Cục Công nghệ thông tin trực thuộc Bộ Công an Việt Nam là cơ quan đầu ngành tham mưu cho Đảng ủy Công an Trung ương, thủ trưởng của Bộ Công an lãnh đạo, chỉ đạo toàn diện các mặt công tác về công nghệ thông tin.

## Quá trình phát triển
Theo Nghị định số 01/NĐ-CP ngày 6 tháng 8 năm 2018 quy định về chức năng, nhiệm vụ, quyền hạn và cơ cấu tổ chức bộ máy của Bộ Công an. Cục Công nghệ thông tin được thành lập trên cơ sở sáp nhập, nâng cấp Cục Thông tin liên lạc thuộc Tổng cục Hậu cần-Kỹ thuật.

## Lãnh đạo hiện nay
- Cục trưởng: Trung tướng Dương Văn Tính
- Phó Cục trưởng:

1. Thiếu tướng đinh trọng soạn
2. Thiếu tướng Đinh Văn Chuyền
3. Đại tá Bùi Anh Tuấn
4. Đại tá Phạm Văn Dinh
5. Đại tá Lê Văn Trường

## Cục trưởng qua các thời kỳ
- Đại tá Bùi Xuân Huấn[4]
- Đại tá Hoàng Văn Lai[4]
- Thiếu tướng Nguyễn Tất Lợi, từ 2.2019–6.2020
- Thiếu tướng Dương Văn Tính, từ ngày 6.2020–nay, nguyên Giám đốc Công an tỉnh Bắc Kạn

## Phó Cục trưởng qua các thời kỳ
- Đại tá Nguyễn Minh Dũng
- Đại tá Phạm Văn Dinh
- Đại tá Nguyễn Trường Đại
- Đại tá Phạm Bá Tài[4]